# Ланго (султанат)
Ланго или Лангах — средневековое мусульманское государство со столицей в городе Мултан. Располагалось на территории севера современного Пакистана. Султанат основан в 1437 году белуджиским племенем ланго, правитель которого, Будхан-хан, в 1437 году основал династию в Мултане и сделал его столицей.

## История
С победой Илутмиша Мултан стал провинцией Делийского султаната и остался в течение следующих двух столетий. Армия Тимура в Дели в 1398 году потрясла султанат и привела к краху центральной администрации, и Мултан перешёл в руки лангойцев.
В источниках много путаницы в отношении идентичности лангойцев и начала их правила в Мултане. Согласно историку Абду аль-Хакку, автору Tarıkh-i Haqqı (написанный в 1592—1593 гг.), с упадком власти султанов Дели, Будхан-хан, начальник племени белуджей ланга, собрал свою силу в Учч и вторгся в Мултан. Он изгнал Хани Ханана и занял крепость, взял титул Махмуд-шаха в 1437 году и стал первым правителем независимого государства Мултан. Он правил шестнадцать лет и заложил основы султаната Льянгьях. Его сын Султан Кутб аль-Дайн преуспел в этом и ещё больше укрепил власть монарха. После его смерти в 1469 году сын Шах Хусайн поднялся на трон и стал самым прославленным правителем линии, принеся мир и процветание в стране за тридцать лет его правления было (1469-98). Шах Хусайн увеличил свою военную мощь, пригласив и расселив на своей территории значительный часть Белуджей. Он вырвал княжество Шорко из Гази Хана и продлил контроль над Чиниотом. Его престиж поднялся, когда он отразил вторжение в Мултан силами Дели под командованием Бахарка Шах и Татар Хана. Однако его внук Махмуда был убит, когда правитель Синда, Шах Хасан Аргын, вторгся в Мултан в 1525 году: просуществовавший почти девяносто лет, династии Льянгьях подошло к концу.

## Список султанов Ланга Мултана
- Султан Кутбудин 1445—1460

- Султан Хуссейн 1460
- Султан Фирузшах дата неизвестна
- Султан Махмуд неизвестен
- Султан Хуссейн 1518—1526
- Султан Махмуд Ланга 1526—1540